# 65 av. J.-C.
Cette page concerne l'année 65 av. J.-C. du calendrier julien proleptique.

## Événements
- 1er novembre 66 av. J.-C. (1er janvier 689 du calendrier romain) : début à Rome du consulat de Lucius Manlius Torquatus et Lucius Aurelius Cotta[1].
  - Jules César, élu édile, offre des combats somptueux (dont 640 gladiateurs)[2]. Il fait relever au Capitole les trophées de Marius, abattus lors de la réaction syllanienne, et gagne la faveur du peuple par la magnificence de ses jeux. Sa popularité est si grande qu’il ose disputer à Crassus le commandement d’une expédition en Égypte, qui finalement n’aura pas lieu. Les deux compétiteurs se rapprochent et joueront un rôle équivoque lors de la conjuration de Catilina[3].
  - La Lex Papia de peregrinis  réprime l’usurpation de citoyenneté romaine[4].
- 5 décembre 66 av. J.-C.-5 février : échec d’un complot contre les consuls à Rome. 
  - Sous le consulat de L. Tullius et M. Lepidus, les deux consuls désignés, P. Autronius et P. Sylla, poursuivis pour avoir violé les lois sur la brigue, avaient été condamnés (66 av. J.-C.). Peu après, Catilina, accusé de concussion, se voit interdire la candidature au consulat, faute d’avoir pu se faire inscrire dans le délai légal. Catilina et Cn. Pison, aidés de quelques jeunes nobles ruinés comme eux, décident l’assassinat des deux consuls désignés pour 65, L. Cotta et L. Torquatus (1er janvier). Ils devaient eux-mêmes saisir les faisceaux et envoyer Pison occuper les deux Hispanie à la tête d’une armée. Le complot ayant transpiré, l’exécution en est remise aux nones de février (5 février). Mais Catilina donne trop tôt le signal de l’action à la porte du Sénat, ce qui fait échouer le complot, trop peu de conjurés en armes étant alors dans la place. Plus tard, Pison, envoyé comme propréteur en Hispanie citérieure grâce à l’appui de Crassus, sera tué en route dans sa province même par des cavaliers ibères de son armée[3].

- Avril : Hyrcan II et son allié le roi des Nabatéens Arétas III assiègent Aristobule II dans Jérusalem[5]. La ville est prise, Aristobule s’enferme dans le Temple et demande l’aide des Romains. Le général romain Scaurus fait lever le siège. Arétas se retire à Philadelphie et Aristobule peut battre les partisans d’Hyrcan à Papyron[6].
- Printemps, troisième guerre de Mithridate : Pompée conquiert la Colchide. Le roi des Ibères Artoces ou Artog se reconnaît client de Rome. Pompée conduit ses troupes par la vallée du Phase jusqu’à la mer Noire où l’attend la flotte de son légat Servilius ; prenant le prétexte d’une révolte en Albanie, il renonce à poursuivre Mithridate, laisse Servilius pour qu’il contrôle les routes maritimes, et retourne en Arménie Mineure à la fin de l’année[7].
- Été : Mithridate VI arrive en Crimée[8]. Il pousse au suicide son fils rebelle, Macharès, et s’installe à Panticapée. Il tente de négocier avec les Romains pour reprendre son trône en reconnaissant la suzeraineté romaine, mais Pompée refuse, et Mithridate rassemble une nouvelle armée[7].
- Automne : les Nabatéens sont expulsés de Damas par Metellus Nepos et Lollius[9].
- Fin de l’année : le roi des Parthes Phraatès III prend possession de l’Adiabène et de la Gordyène. Pompée se retourne contre lui, envoie des troupes commandées par Afranius qui traversent l’Euphrate et occupent la Gordyène (Corduène) durant l’hiver 65-64 av. J.-C. pour le compte de Tigrane qui revendique cette province[10].

- Série de prodiges à Rome, qui entraîne la venue d’haruspices étrusques pour les interpréter[11].
- Le Sénat romain ordonne la destruction d’un autel dédié à Isis sur le Capitole[12].

## Naissances
- 8 décembre : Horace, poète latin.